# (30828) Bethe
(30828) Bethe est un astéroïde de la ceinture principale.

## Description
(30828) Bethe est un astéroïde de la ceinture principale. Il fut découvert le 12 octobre 1990 à Tautenburg par Freimut Börngen et Lutz Dieter Schmadel. Il présente une orbite caractérisée par un demi-grand axe de 2,32 UA, une excentricité de 0,13 et une inclinaison de 3,0° par rapport à l'écliptique.

## Compléments